# Agénor (hijo de Fegeo)
En la mitología griega, Agénor era un hijo de Fegeo que asesinó a su cuñado Alcmeón por orden de su padre. Alcmeón había abandonado a la hermana de Agénor, Alfesibea, y se casó con otra mujer, que le exigió el collar de Erífile (que estaba en poder de Fegeo) para continuar con él. Con el fin de que se lo dieran voluntariamente, Alcmeón fingió que necesitaba el collar para entregarlo en el oráculo de Delfos y liberarse así de las erinias, que lo estaban persiguiendo. Pero enterado Fegeo del engaño ordenó a Agénor y a su hermano Pronoo que le mataran cuando saliese de su casa. Alfesibea, que no sabía nada, presenció cómo sus hermanos mataban a su marido, y les maldijo con morir antes de la siguiente luna nueva. Fegeo aconsejó a sus hijos que se dirigieran a Delfos para purificarse del asesinato, pero éstos pensaron primero en convencer a su hermana para que retirara la maldición y, al desviarse de su camino, fueron asaltados por Anfótero y Acarnán, los hijos de Alcmeón y su segunda esposa Calírroe, que les dieron muerte.